# 查士丁尼·帕提西帕奇奥
查士丁尼·帕提西帕奇奥（威尼斯语：Giustinian Partecipazio），是第十一任威尼斯总督。在其父雅尼洛·帕提西帕奇奥统治晚期他曾与弟弟乔凡尼一世·帕提西帕奇奥争夺总督之位，获胜，于是继任为总督。在他任上，威尼斯参加了拜占庭对西西里阿格拉布王朝的远征，战斗的胜利提高了威尼斯城的地位。拜占庭皇帝列奥五世授予他Hypatos称号，意为“执政官”。
在查理曼和洛泰尔一世的支持下，格雷多宗主教和阿奎莱亚宗主教相互竞争。查士丁尼于是决定提高威尼斯本地教会的影响力。威尼斯由圣马可传福音。当时，许多威尼斯人前往亚历山大的圣马可墓朝圣。查士丁尼命人贿赂看守人，将圣马可的遗骸盗出，并在威尼斯建立了圣马可大教堂来存放。
他没有子女，他死后，乔凡尼继任总督。

## 引注
1. ↑  Staley, Edgcumbe: The dogaressas of Venice : The wives of the doges. London : T. W. Laurie
2. ↑  Maur-François Dantine, Charles Clémencet, Saint-Allais (Nicolas Viton), Ursin Durant, François Clément, Maurists. L'art de vérifier les dates des faits historiques, des chartes, des chroniques et autres anciens monuments, depuis la naissance de Notre-Seigneur
3. ↑  Official Site St Mark's Basilica, The Doges and the Basilica 的存檔，存档日期2012-04-05. (basilicasanmarco.it) 22. December 2012